# Geração Alfa
Geração Alfa é o grupo demográfico após a Geração Z, de 1997. Pesquisadores e a mídia geralmente identificam o ano de 2010 como o ano inicial de nascimento da Geração Alfa e meados da década de 2020 como os anos finais. Batizada com o nome da primeira letra do alfabeto grego, a Geração Alfa é a primeira a ter nascido totalmente no século XXI. A maioria dos membros da Geração Alfa são filhos da Geração Y.
A Geração Alpha nasceu em uma época de queda nas taxas de fertilidade em grande parte do mundo, e experimentou os efeitos da Pandemia de COVID-19 quando criança. Para aqueles com acesso, o entretenimento infantil tem sido cada vez mais dominado pela tecnologia eletrônica, redes sociais e serviços de streaming, com o interesse pela televisão tradicional caindo simultaneamente. Mudanças no uso da tecnologia em salas de aula e outros aspectos da vida tiveram um efeito significativo em como esta geração experimentou o aprendizado inicial em comparação com as gerações anteriores. Estudos sugeriram que problemas de saúde relacionados ao tempo de tela, alergias e obesidade se tornaram cada vez mais prevalentes no ano de 2013.

North West, a primogênita de Kim Kardashian e Kanye West, é uma das personalidades da mídia a representar a Geração Alpha

## Nome
O nome Geração Alfa veio da pesquisa de 2008 organizada pela agência de consultoria australiana McCrindle Research, de acordo com o fundador Mark McCrindle, a quem o termo é geralmente creditado. McCrindle descreve como sua equipe chegou no nome em uma entrevista de 2015:
Quando eu estava realizando pesquisa para o meu livro The ABC of XYZ: Understanding the Global Generations (publicado em 2009) tornou-se aparente que uma nova geração estava prestes a começar e que não havia um nome para ela. Então, realizei uma pesquisa (somos pesquisadores, afinal) para descobrir o que as pessoas acham que a geração após a Z deveria ser chamada e enquanto vários nomes surgiram, com Geração A sendo a mais mencionada, Geração Alfa recebeu algumas menções e eu usei esse nome para o título do capítulo Beyond Z: Meet Generation Alpha. Fazia sentido manter a nomenclatura científica de usar o alfabeto grego em vez do Latim e não fazia sentido retornar ao A, afinal: são a primeira geração nascida inteiramente no século XXI e então eles são o começo de algo novo, não um retorno para o que havia antes.
McCrindle Research também se inspirou no batismo de furacões, especificamente com a temporada de furacões no oceano Atlântico de 2005, nos quais os nomes começando com as letras do alfabeto romano acabaram, fazendo com que as últimas seis tempestades fossem nomeadas com as letras gregas de Alfa até Zeta.
Em 2020 e 2021, alguns anteciparam que o impacto global da pandemia da COVID-19 se tornaria o evento definidor desta geração, sugerindo o nome Geração C ou "Coronials" para aqueles que nasceram ou cresceram durante a pandemia. À luz do papel crescente da inteligência artificial, também foi proposto que esta geração deveria ser chamada de "Geração IA".
A psicóloga Jean Twenge se refere a esta coorte como "Polares" à luz da crescente polarização política dos Estados Unidos durante as décadas de 2010 e 2020, bem como o derretimento das calotas polares, um sinal de mudança climática (antropogênica).

## Definições de data e faixa etária
A teoria mais aceita pelos pesquisadores indica que essa geração começou a nascer a partir de 2013, conforme definição do instituto de pesquisa Pew Research Center . McCrindle, que cunhou o termo, usa 2010-2024 e algumas outras fontes seguiram o exemplo, às vezes com pequenas variações como 2010-2025, ou 2011–2025.
Outras fontes, embora não tenham especificado um intervalo para a Geração Alpha, especificaram anos finais para a Geração Z de 2010, 2012,, implicando um ano de início posterior a 2010 para a Geração Alpha.